# Menetia concinna
Menetia concinna är en ödleart som beskrevs av  Ross A. Sadlier 1984. Menetia concinna ingår i släktet Menetia och familjen skinkar. IUCN kategoriserar arten globalt som otillräckligt studerad. Inga underarter finns listade i Catalogue of Life.